# Matthew Goode
Matthew William Goode (Exeter, 3 april 1978) is een Brits acteur.
Goode werd geboren als de jongste van vijf kinderen en maakte zijn filmdebuut in 2002. Hij brak door in 2004, toen hij als tegenspeler van Mandy Moore te zien was in Chasing Liberty. Hierna speelde hij voornamelijk in Britse films die op grote schaal werden uitgebracht, waaronder Match Point (2005). Daarin speelde hij tegenover Jonathan Rhys-Meyers en Scarlett Johansson.
Naast zijn filmcarrière is hij het gezicht van het Britse kledingmerk Hackett.

## Filmografie
- Bibsys: 6096396
- Biblioteca Nacional de España: XX1536988
- Bibliothèque nationale de France: cb15107516g (data)
- Gemeinsame Normdatei: 135729157
- International Standard Name Identifier: 0000 0001 1466 3559
- Library of Congress Control Number: no2004053095
- Nationale Bibliotheek van Tsjechië: xx0175531
- Nationale Bibliotheek van Israël: 987007339709905171
- Nederlandse Thesaurus van Auteursnamen: 317535781
- Système universitaire de documentation: 105668702
- Virtual International Authority File: 3697752
- WorldCat: E39PBJwCWgHHywTxdvkVJT78md